# Кер (Верхняя Сона)
Кер (фр. Quers) — коммуна во Франции, находится в регионе Франш-Конте. Департамент — Верхняя Сона. Входит в состав кантона Люр-Нор. Округ коммуны — Люр.
Код INSEE коммуны — 70432.

## География
Коммуна расположена приблизительно в 330 км к востоку от Парижа, в 65 км северо-восточнее Безансона, в 24 км к северо-востоку от Везуля.

## Население
Население коммуны на 2010 год составляло 353 человека.
| 1962 | 1968 | 1975 | 1982 | 1990 | 1999 | 2010 |
| ---- | ---- | ---- | ---- | ---- | ---- | ---- |
| 303  | 289  | 278  | 266  | 299  | 324  | 353  |

## Администрация
| Период | Период | Фамилия    | Партия | Примечания |
| ------ | ------ | ---------- | ------ | ---------- |
| 2001   | 2008   | Жак Моффре |        |            |
| 2008   | 2014   | Эрве Эпль  |        |            |

## Экономика
В 2010 году среди 242 человек трудоспособного возраста (15—64 лет) 175 были экономически активными, 67 — неактивными (показатель активности — 72,3 %, в 1999 году было 67,7 %). Из 175 активных жителей работали 153 человека (86 мужчин и 67 женщин), безработных было 22 (13 мужчин и 9 женщин). Среди 67 неактивных 19 человек были учениками или студентами, 24 — пенсионерами, 24 были неактивными по другим причинам.

## Достопримечательности
- Замок Кер (XVII век). Исторический памятник с 1976 года[3]

## Фотогалерея
- Церковь Св. Мартина
- Мэрия
- Карта коммуны